# Kiox
Kiox ist das erste und einzige Soloalbum des Chemnitzer Rappers Felix Kummer, das er als Kummer veröffentlichte. Es erschien am 10. Oktober 2019 beim Musiklabel Kummer & Eklat Tonträger.

## Hintergrund
Kummer ist hauptsächlich bekannt für seine Auftritte als Frontsänger der Indieband Kraftklub. Am 28. Juni 2019 veröffentlichte er die Single 9010. Etwa einen Monat später kündigte er sein erstes Soloalbum Kiox an. Das Songwriting nahm laut Kummer drei Jahre in Anspruch. Große Teile des Albums entstanden in der Wohnung des Produzenten Blvth in Berlin. Weitere Teile wurden unter anderem in den Studios von K.I.Z und Audio88 & Yassin produziert.

## Vertrieb und Albumtitel
Kummer bezeichnete das Album als ein „Herzensprojekt“, bei dem er von Anfang bis Ende die Kontrolle haben wollte. Daher wurde das Album auf unübliche Art vertrieben. Statt es bei Großhändlern anzubieten, eröffnete Kummer für ein Wochenende einen Plattenladen mit dem Namen seines Albums. Der Name „Kiox“ leitet sich dabei vom gleichnamigen, mittlerweile geschlossenem Plattenladen seines Vaters Jan Kummer ab. Außerdem war das Album auch postalisch oder digital auf diversen Internetplattformen zum Download oder Stream erhältlich.

## Titelliste
| #   | Titel                                    | Songwriting                                    | Produktion              | Länge |
| --- | ---------------------------------------- | ---------------------------------------------- | ----------------------- | ----- |
| 1.  | Nicht die Musik                          | Blvth, Kummer                                  | Blvth                   | 1:58  |
| 2.  | 9010                                     | Blvth, Kummer                                  | Blvth                   | 3:29  |
| 3.  | Bei Dir                                  | Blvth, Drunken Masters, Kummer, Steffen Israel | Drunken Masters, Blvth  | 3:42  |
| 4.  | Schiff                                   | Blvth, Kummer, Zorro                           | Blvth, Zorro            | 3:36  |
| 5.  | Der Rest meines Lebens (feat. Max Raabe) | Blvth, Drunken Masters, Faber, Kummer          | Blvth                   | 2:48  |
| 6.  | 26                                       | Blvth, Kummer, Steffen Israel                  | Blvth                   | 2:58  |
| 7.  | Es tut wieder weh                        | Blvth, Kummer, Steffen Israel                  | Blvth, Steffen Israel   | 3:03  |
| 8.  | Wie viel ist dein Outfit wert            | Blvth, Drunken Masters, Kummer                 | Blvth, Drunken Masters  | 2:40  |
| 9.  | Aber nein (feat. LGoony, KeKe)           | Blvth, Drunken Masters, KeKe, Kummer, LGoony   | Blvth, Drunken Masters  | 2:55  |
| 10. | Alle Jahre wieder                        | Blvth, Drunken Masters, Kummer                 | Blvth                   | 3:04  |
| 11. | Okay                                     | Blvth, Drunken Masters, Kummer                 | Bllvth, Drunken Masters | 3:48  |
| 12. | Ganz genau jetzt                         | Blvth, Kummer                                  | Blvth                   | 3:06  |

## Rezeption

### Chartplatzierungen
Kiox erreichte in Deutschland die Spitzenposition der Albumcharts und hielt sich dort eine Woche sowie insgesamt drei Wochen in den Top 10 und zwölf Wochen in den Top 100. In den deutschen Hip-Hop-Charts konnte sich das Album ebenfalls an der Chartspitze platzieren. Zunächst platzierte sich Kiox in der ersten Verkaufswoche an ebendieser sowie in der Chartwoche vom 20. März 2020, als das Album an der Chartspitze wieder neu in die Chartliste einstieg. Darüber hinaus platzierte sich das Album ebenfalls an der Spitzenposition der deutschen Vinylcharts im Monat November 2019. In Österreich erreichte das Album in sechs Chartwochen mit Position 19 seine höchste Chartnotierung und in der Schweiz in einer Chartwoche Position 36. 2019 platzierte sich Kiox auf Position 56 in den deutschen Single-Jahrescharts.
| ChartsChartplatzierungen | Höchstplatzierung | Wochen |
| ------------------------ | ----------------- | ------ |
| Deutschland (GfK)        | 1 (12 Wo.)        | 12     |
| Österreich (Ö3)          | 19 (6 Wo.)        | 6      |
| Schweiz (IFPI)           | 36 (1 Wo.)        | 1      |

| ChartsJahrescharts (2019) | Platzierung |
| ------------------------- | ----------- |
| Deutschland (GfK)         | 56          |

### Auszeichnungen für Musikverkäufe
| Land/Region        | Auszeichnungen für Musikverkäufe (Land/Region, Auszeichnung, Verkäufe) | Verkäufe |
| ------------------ | ---------------------------------------------------------------------- | -------- |
| Deutschland (BVMI) | Gold                                                                   | 100.000  |
| Österreich (IFPI)  | Gold                                                                   | 7.500    |
| Insgesamt          | 2× Gold ·                                                              | 107.500  |